# Pełczyce (gromada)
Pełczyce – dawna gromada, czyli najmniejsza jednostka podziału terytorialnego Polskiej Rzeczypospolitej Ludowej w latach 1954–1972.
Gromady, z gromadzkimi radami narodowymi (GRN) jako organami władzy najniższego stopnia na wsi, funkcjonowały od reformy reorganizującej administrację wiejską przeprowadzonej jesienią 1954 do momentu ich zniesienia z dniem 1 stycznia 1973, tym samym wypierając organizację gminną w latach 1954–1972.
Gromadę Pełczyce z siedzibą GRN w Pełczycach (mieście nie wchodzącym w jej skład) utworzono – jako jedną z 8759 gromad na obszarze Polski – w powiecie myśliborskim w woj. szczecińskim na mocy uchwały nr V/47/54 WRN w Szczecinie z dnia 5 października 1954. W skład jednostki weszły obszary dotychczasowych gromad Chrapowo, Ługowo, Łyskowo, Sarnik i Trzęsacz ze zniesionej gminy Pełczyce w tymże powiecie oraz obszar dotychczasowej gromady Jagów ze zniesionej gminy Piasecznik w powiecie pyrzyckim w tymże województwie. Dla gromady ustalono 12 członków gromadzkiej rady narodowej.
31 grudnia 1959 do gromady Pełczyce włączono obszar zniesionej gromady Bolewice w tymże powiecie.
1 stycznia 1962 do gromady Pełczyce włączono miejscowości Dolne, Golejewo, Kępiniec i Niesporowice ze zniesionej gromady Krzynka w tymże powiecie.
1 stycznia 1969 do gromady Pełczyce włączono obszar zniesionej Będargowo w tymże powiecie.
Gromada przetrwała do końca 1972 roku, czyli do kolejnej reformy gminnej. 1 stycznia 1973 w powiecie myśliborskim reaktywowano gminę Pełczyce (od 1999 gmina Pełczyce znajduje się w powiecie choszczeńskim).